# Germanistische Handbibliothek

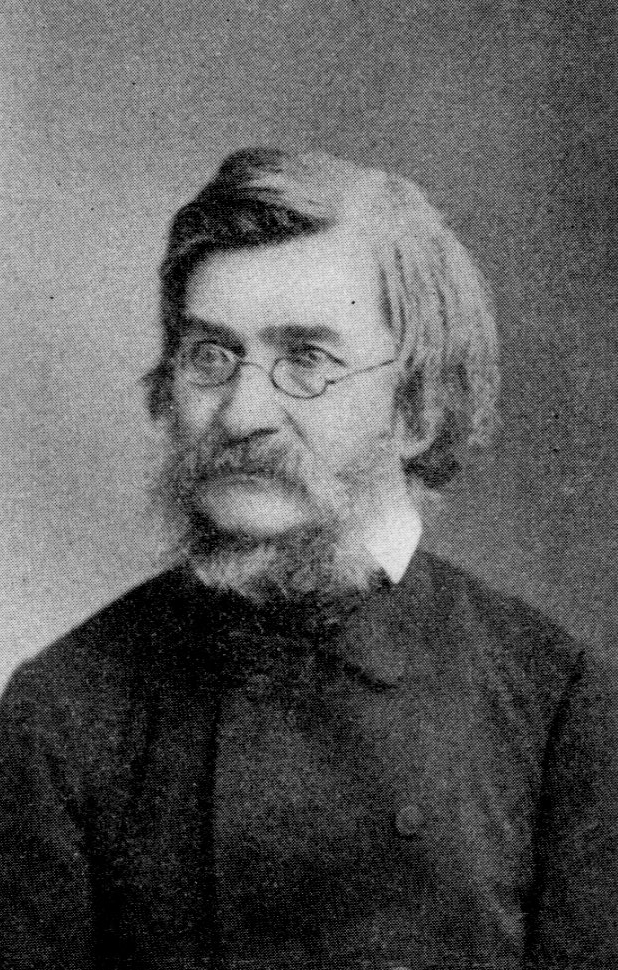
Julius Zacher

Die Germanistische Handbibliothek ist ein vom deutschen Germanisten Julius Zacher (* 1816; † 1887) begründetes, mehrbändiges, literaturwissenschaftliches Werk.
Geschrieben zwischen 1869 und 1884, erschienen die Bände zwischen 1875 und 1930 im Verlag der Buchhandlung des Waisenhauses.
Mit seinem posthumen Erscheinungsdatum hatte die Handbuchreihe etwas mit allen anderen von Zacher initiierten Handbüchern gemeinsam: keines wurde zu seinen Lebzeiten vollständig veröffentlicht, aber stets bemühte er sich umtriebig um Unterstützung des preußischen Ministerium wie in einem Brief an den Minister für geistliche, Unterrichts- und Medizinalangelegenheiten Heinrich von Mühler am 4. Juni 1868, als er die geplante Reihe mitsamt einer Ausgabe der Zeitschrift für deutsche Philologie zur Lektüre für die höheren Bildungsanstalten empfahl, woraufhin eine positive Ankündigung im Centralblatt für die gesammte Unterrichts-Verwaltung in Preussen erfolgte. Ziel der Reihe sollte es nach dem Vorbild Franz Pfeiffers (Deutsche Klassiker des Mittelalters) unter anderem sein, „durch handbücher und commentierte ausgaben mittelhochdeutscher dichter das studium unserer älteren literatur zu erleichtern.“ Zacher hatte sein Projekt zwecks Unterstützung publikumswirksam in den damals gängigen Fachzeitschriften angekündigt und um allseitige Unterstützung gebeten. Dabei fällt auf, dass die Ankündigungen vom Inhalt her kaum von seinen eigenen Schreiben abwichen.
Als auch für Laien erschließende Quellenedition insbesondere des Mittelhochdeutschen sollten die folgenden Bände eine weitreichende Wirkung besitzen, was man bereits Mitte des 19. Jahrhunderts in den ersten wohlwollenden Ankündigungen voraussah. Selbst im 21. Jahrhundert wurde es noch begleitend bei einer Neuübersetzung der Edda aus dem Isländischen herangezogen. „Aufgrund der Ausführlichkeit der Lemmata das maßgebliche Referenzwerk zum eddischen Wortschatz.“ „Wie Boers Textausgabe ist auch sein Kommentar stellenweise veraltet, bietet aber eine Reihe interessanter Deutungsvorschläge etwa zur Komposition der Lieder. Im Vergleich zu Gering-Sijmons‘ Stellenkommentar liegt der Schwerpunkt stärker auf einer Kommentierung der Gedichte als Gesamttexte. Die umfangreichen Diskussionen quellenkritischer Probleme münden z. T. in sehr komplizierte, ‚heuslereske‘ Rekonstruktionsmodelle mit mehreren nicht-überlieferten Vor- und Zwischenstufen.“

## Ausgaben
- Germanistische Handbibliothek, Bd. 1, Walther von der Vogelweide. Herausgegeben und erklärt von Wilhelm Wilmanns, Buchhandlung des Waisenhauses, Halle 1869.
- Germanistische Handbibliothek, Bd. 2,  Kudrun. Herausgegeben und erklärt von Ernst Martin, Buchhandlung des Waisenhauses, Halle 1902.
- Germanistische Handbibliothek, Bd. 3, Vulfila [Ulfilas] oder Die gotische Bibel. Mit dem entsprechenden griechischen Text und mit kritischem und erklärendem Kommentar nebst Kalender, der Skeireins und gotischen Urkunden. Hrsg. v. Ernst Bernhardt, Buchhandlung des Waisenhauses, Halle 1875.
- Germanistische Handbibliothek; Bd. 4, Heliand. Hrsg. v. Eduard Sievers, Buchhandlung des Waisenhauses, Halle 1878.
- Germanistische Handbibliothek, Bd. 5, Evangelienbuch / Otfrid. Hrsg. u. erkl. v. Oskar Erdmann, Buchhandlung des Waisenhauses, Halle 1882.
- Germanistische Handbibliothek, Bd. 6.1, Iwein, der Ritter mit dem Löwen (Hartmann von Aue) Text, Buchhandlung des Waisenhauses, Halle 1891.
- Germanistische Handbibliothek, Bd. 6.2, Iwein, der Ritter mit dem Löwen (Hartmann von Aue) Anmerkungen, Buchhandlung des Waisenhauses, Halle 1892.
- Germanistische Handbibliothek, Bd. 7,  Die Lieder der Edda. (2 Teilbände) Hrsg. von Barend Sijmons und Hugo Gering, Buchhandlung des Waisenhauses, Halle 1901–1906. (Der letzte Kommentarteilband erschien 1930)
- Germanistische Handbibliothek, Bd. 8, Wolframs von Eschenbach Parzival und Titurel. Hrsg. u. bearb. von Ernst Martin, Buchhandlung des Waisenhauses, Halle 1903. (unveränderter ND Wissenschaftliche Buchgesellschaft, Darmstadt 1976)
- Germanistische Handbibliothek, Die altenglische Heldendichtung / 1. Bēowulf. Herausgegeben von Richard C. Boer, Buchhandlung des Waisenhauses, Halle 1912.